# Strange Is This World
Strange Is This World – album Czesława Niemena i Grupy Niemen, wydany w RFN. Płyta zawiera ambitną muzykę progresywną, a wśród kompozycji znajduje się m.in. rozbudowana wersja utworu „Dziwny jest ten świat” z angielskim tekstem. Niemenowi towarzyszą muzycy przyszłego zespołu SBB oraz awangardowy muzyk jazzowy, Helmut Nadolski. Płyta została wydana na winylu przez wytwórnię CBS (europejski oddział Columbia Records). Album promował singiel ze skróconą wersją „Strange Is This World” na stronie A oraz utworem „We've Got The Sun” na stronie B.

## Lista utworów
Strona A
| 1. | „Strange Is This World”      | 6:05  |
|    |                              |       |
| 2. | „Why Did You Stop Loving Me” | 12:05 |
|    |                              |       |
|    |                              | 18:10 |
|    |                              |       |
Strona B
| 1. | „I've Been Loving You Too Long” | 4:13  |
|    |                                 |       |
| 2. | „A Song For The Deceased”       | 13:18 |
|    |                                 |       |
|    |                                 | 17:31 |
|    |                                 |       |

## Skład zespołu
- Czesław Niemen – organy, śpiew
- Józef Skrzek – fortepian, gitara basowa, organy, harmonijka ustna
- Helmut Nadolski – kontrabas, talerze
- Apostolis Anthimos – gitara
- Jerzy Piotrowski – perkusja